# Suzina
Suzina (cyr. Сузина) – wieś w Bośni i Hercegowinie, w Republice Serbskiej, w gminie Berkovići. W 2013 roku liczyła 134 mieszkańców.